# Lasiothyris hemitephras
Lasiothyris hemitephras is een vlinder uit de familie van de bladrollers (Tortricidae). De wetenschappelijke naam van de soort is voor het eerst geldig gepubliceerd in 1968 door Gates Clarke.